# Szelomo Lorincz
Szelomo Lorincz (hebr.: שלמה לורינץ, ang.: Shlomo Lorincz, Shlomo Lorentz ur. 5 marca 1918 w Budapeszcie, zm. 19 października 2009) – izraelski rabin, działacz społeczny i polityk, w latach 1951–1984 poseł do Knesetu z list Agudat Israel oraz Religijnego Frontu Tory. Był jedną z czołowych postaci judaizmu ultraortodoksyjnego oraz jednym z liderów Agudat Israel.

## Życiorys
Urodził się 5 marca 1918 w Budapeszcie, wówczas jeszcze w Monarchii Austro-Węgierskiej. Dzieciństwo i młodość spędził na Węgrzech. Uczył się w jesziwie. Został członkiem ortodoksyjnej partii żydowskiej Agudat Israel. W jej ramach wspomagał węgierskich Żydów decydujących się na nielegalną emigrację do stanowiącej brytyjski mandat Palestyny w ramach tzw. piątej alii. Sam wyemigrował w 1939. Uzyskał smichę rabinacką.
Już w niepodległym Izraelu był w 1949 jednym z założycieli moszawu Komemijjut w regionie Lachisz. W późniejszych latach był także założycielem i przewodniczącym wsi młodzieżowych Sede Chemed oraz Hazon Jechezkel. Był członkiem organizacji terrorystycznej Brit HaKanaim.
W wyborach parlamentarnych w 1951 po raz pierwszy dostał się do izraelskiego parlamentu z listy Agudat Israel. W drugim Knesecie zasiadał w komisjach budownictwa; konstytucyjnej, prawa i sprawiedliwości oraz służby publicznej. Był także członkiem komisji wspólnej ds. przeciwdziałania chrześcijańskiej działalności misyjnej. W wyborach w 1955 ponownie został wybrany posłem, tym razem z listy Religijnego Frontu Tory (wspólnej listy jego macierzystej partii z Po’alej Agudat Jisra’el). W Knesecie trzeciej kadencji był członkiem dwóch komisji – służby publicznej oraz spraw gospodarczych, a także obserwatorem w komisji finansów. W 1956 był jednym z założycieli przedsiębiorstwa budowlanego należącego do partii.
W 1959 uzyskał reelekcję z listy Religijnego Frontu Tory, a w czwartym Knesecie zasiadał w komisjach budownictwa; finansów oraz spraw gospodarczych. Z sukcesem kandydował w wyborach w 1961 i 1965 z listy Agudat Israel. Podczas obu kadencji kontynuował pracę w komisji spraw gospodarczych, dodatkowo w V Knesecie zasiadając w komisji służby publicznej, a w szóstym – w komisji spraw wewnętrznych.
W wyborach w 1969 ponownie został wybrany posłem z listy Agudat Israel. W siódmym Knesecie zasiadał w czterech komisjach stałych: spraw wewnętrznych; spraw gospodarczych; budownictwa oraz interpretacji, a także w komisji wspólnej ds. środowiska. W kolejnych wyborach z sukcesem kandydował z listy Religijnego Frontu Tory, a w 1977 i 1981 z listy Agudat Israel. W VIII, IX i X Knesecie przewodniczył komisji finansów, a podczas dziewiątej kadencji zasiadał także w komisji spraw zagranicznych i obrony. W wyborach w 1984 utracił miejsce w parlamencie.
Równocześnie ze swoją działalnością parlamentarną działał w szkolnictwie – przewodniczył systemowi szkół zawodowych, zasiadał także w radzie dyrektorów niezależnego systemu szkolnego. Uważany był za jedną z czołowych postaci judaizmu ultraortodoksyjnego.
W latach 1987–2002 był przewodniczącym Rady Doradczej Banku Izraela, w związku z czym to jego podpis widniał na drukowanych przez ten czas izraelskich banknotach.
Zmarł 19 października 2009 w wieku dziewięćdziesięciu jeden lat. Został pochowany na cmentarzu Har Ha-Menuchot w Jerozolimie.